# 카사블랑카세타트 지방

카사블랑카세타트 지방

카사블랑카세타트 지방(아랍어: الدار البيضاء - سطات, 프랑스어: Casablanca-Settat)은 모로코를 구성하는 12개 지방 가운데 하나로 모로코 북서부에 위치한다. 행정 중심지는 카사블랑카이며 면적은 20,166km2, 인구는 6,861,739명(2014년 9월 1일 기준), 인구 밀도는 340명/km2이다.
2015년에 실시된 행정 구역 개편에 따라 대카사블랑카 지방의 전체 지역, 두칼라압다 지방, 샤위야와르디가 지방의 일부 지역을 합병하여 신설되었다. 서쪽과 북쪽으로는 대서양, 북동쪽으로는 라바트살레케니트라 지방, 남동쪽으로는 베니멜랄케니프라 지방, 남쪽으로는 마라케시사피 지방과 접한다. 2개 현, 7개 주를 관할한다. 카사블랑카는 인구 대도시로 세계적인 관광지이며 선진적 인프라와 영화 등으로 세계적인 낭만과 사랑의 도시로 알려져 있다.